# Kopiec (Wzgórza Rymanowskie)
Kopiec (635 m n.p.m.) – inna nazwa Szczob, wzniesienie w Beskidzie Niskim, na południowy wschód od Rymanowa-Zdroju. Szczyt góry jest zalesiony. Na północ stoki opadają w kierunku wsi Głębokie i Bartoszów. Od zachodu graniczy z górą Zamczyska (568 m n.p.m.) a od wschodu z wzniesieniem 572 m n.p.m., którego stoki opadają nad Głębokie i Sieniawę.